# 柴桂子
柴 桂子（しば けいこ、1937年2月18日 - ）は、日本の歴史学者。桂文庫主宰。専門は日本近世史・女性史。
福岡県北九州市生まれ。高校卒業後9年間のブランクを経て早稲田大学文学部入学、在学中に結婚。卒業論文『江戸時代の女たち 封建社会に生きた女性の精神生活』が単行本となる。
80歳を機に静岡県掛川市に転居、引き続き勉強会などを主宰している。

## 著書
- 『江戸時代の女たち 封建社会に生きた女性の精神生活』（評論新社、1969年）
- 『会津藩の女たち―武家社会を生きた十人の女性像』（恒文社、1994年）
- 『近世おんな旅日記』（吉川弘文館〈歴史文化ライブラリー〉、1997年）
- 『二宮文 父尊徳の事業に尽した生涯』（桂文庫、2000年）
- 『江戸時代の女たちその生と愛 師弟愛・母の愛・夫婦愛・兄妹愛・秘めた愛』（桂文庫 江戸期ひと文庫、2000年）
- 『江戸期の女たちが見た東海道』（桂文庫、2002年）
- 『江戸期・女たちが歩いた中山道』（桂文庫、2003年）
- 『近世の女旅日記事典』（東京堂出版、2005年）
- 『江戸期に生きた女表現者たち』（NHK出版〈NHKシリーズ カルチャーラジオ 歴史再発見）、2016年）
- 『徳川家康三十二人の姫君の結婚－もう一つの大名統制』（みらいま、2023年）

### 監修
- 『「石原記」「言の葉草」―大名夫人の日記』（監修 黒田土佐子著、桂文庫〈江戸期おんな史料集〉、2008年）
- 『江戸期おんな表現者事典』（監修 桂文庫編・著 現代書館、2015年）

## 論文
- >柴桂子